# Bogaci bankruci
Bogaci bankruci (ang. Arrested Development) – amerykański komediowy serial telewizyjny, emitowany najpierw przez stację Fox od 2 listopada 2003 roku do 10 lutego 2006 roku (trzy serie), a następnie przez platformę internetową Netflix od 26 maja 2013 roku (czwarta i piąta seria). W Polsce emitowany przez kanał Comedy Central Polska.

## Opis fabuły
Serial opowiada o perypetiach Michaela Blutha (Jason Bateman), wdowca wychowującego trzynastoletniego syna George’a Michaela (Michael Cera), oraz ich rodziny prowadzącej firmę deweloperską w Kalifornii. Fabułę otwiera aresztowanie ojca Michaela i dotychczasowego dyrektora przedsiębiorstwa, George'a Seniora (Jeffrey Tambor) oraz konflikt pomiędzy nimi z powodu przekazania stanowiska matce Michaela, Lucille (Jessica Walter).

## Obsada

### Główna[1]
- Jason Bateman jako Michael Bluth
- Michael Cera jako George Michael Bluth, jego syn
- Portia de Rossi jako Lindsay Bluth-Fünke, siostra bliźniaczka
- Alia Shawkat jako Mae „Maeby” Fünke, siostrzenica
- Will Arnett jako George Oscar „Gob” Bluth, starszy brat
- Tony Hale jako Byron „Buster” Bluth, młodszy brat
- David Cross jako Tobias Fünke, szwagier
- Jeffrey Tambor jako George Bluth Sr. i Oscar Bluth, ojciec oraz jego brat bliźniak[2]
- Jessica Walter jako Lucille Bluth, matka

### Drugoplanowa[3]
- Henry Winkler jako Barry Zuckerkorn, prawnik rodziny
- Liza Minnelli jako Lucille Austero, rywalka Lucille Bluth
- Alessandra Torresani jako Ann Veal, sympatia George'a Michaela (Mae Whitman w pierwszej scenie z udziałem tej postaci[4])
- Julia Louis-Dreyfus jako Maggie Lizer, prokuratorka w sprawie przeciwko Bluth Company
- Ben Stiller jako Tony Wonder, iluzjonista i rywal Goba
- Judy Greer jako Kitty Sanchez, asystentka George Seniora
- Ed Begley Jr. jako Stan Sitwell, właściciel konkurującej firmy deweloperskiej
- Ron Howard jako narrator, a od czwartego sezonu fikcyjna wersja jego samego[5]
- Isla Fisher jako Rebel Alley, córka fikcyjnego Rona Howarda

Ponadto w rolach cameo wystąpili m.in.: Conan O’Brien, Ed Helms, John Krasinski, Jane Lynch, Bob Odenkirk, Amy Poehler, Andy Richter, Charlize Theron i Carl Weathers.

## Odcinki
| 1 | Pilot                   | Anthony i Joe Russo | Mitchell Hurwitz                      | 2 listopada 2003  |
| Podczas przyjęcia z okazji odejścia na emeryturę, właściciel i dotychczasowy dyrektor rodzinnej firmy deweloperskiej George Bluth przekazuje stanowisko swojej żonie. Po jego aresztowaniu i zamrożeniu środków finansowych Lucille decyduje pogodzić się ze skłóconym Michaelem i z całą rodziną prosi go o przejęcie władzy w firmie.                    |                         |                     |                                       |                   |
| 2 | Top Banana              | Anthony Russo       | Mitchell Hurwitz i John Levenstein    | 9 listopada 2003  |
| Postawione są pierwsze zarzuty wobec Bluth Company. Michael podejrzewa, że ojciec prowadzi firmę z aresztu, odwiedza i odpytuje go o znikające dokumenty i serię podpaleń. George Michael i kuzynka Maeby kradną gotówke z rodzinnego stoiska z mrożonymi bananami. Tobias szuka pracy jako aktor i odbywa pierwsze przesłuchanie do reklamy telewizyjnej. |                         |                     |                                       |                   |
| 3 | Bringing Up Buster      | Joe Russo           | Mitchell Hurwitz i Richard Rosenstock | 16 listopada 2003 |
| Lucille prosi Michaela, aby zaopiekował się młodszym bratem Busterem, który za namową rodzeństwa buntuje się przeciwko matce. Gob zamieszkuje w domu pokazowym. George Michael zapisuje się do przedstawienia szkolnego, aby przypodobać się kuzynce i wchodzi w konflikt z ojcem.                                                                         |                         |                     |                                       |                   |
| 4 | Key Decisions           | Anthony Russo       | Brad Copeland                         | 23 listopada 2003 |
| Gob w walce o uznanie stowarzyszenia iluzjonistów postanawia dobrowolnie dać się umieścić w zakładzie karnym z ojcem, aby potem, w obecności mediów, z niego uciec. Lindsay interesuje się aktywizmem ekologicznym. Michael towarzyszy partnerce Goba na gali rozdania nagród telewizyjnych, gdzie Buster wzbudza zainteresowanie rywalki jego matki.      |                         |                     |                                       |                   |
| 5 (6) | Charity Drive           | Greg Mottola        | Barbie Adler                          | 30 listopada 2003 |
| Michael i Lindsay rywalizują w aktach dobroczynności. Gob walczy o szacunek bratanka i wysyła go na włamanie do urzędu. Michael konfrontuje rodzeństwo w sprawie dostępu do współdzielonego samochodu. Buster unika zainteresowanej nim Lucille Austero.                                                                                                   |                         |                     |                                       |                   |
| 6 (5) | Visiting Ours           | Greg Mottola        | John Levenstein i Richard Rosenstock  | 7 grudnia 2003    |
| Na prośbę ojca, Michael umawia dla niego intymne spotkanie z żoną w areszcie. Na jaw wychodzi niewierność George'a, Gob niechętnie pomaga bratu ukryć romans ojca ze swoją asystentką przed Lucille. Tobias i Lindsay walczą o swoje małżeństwo. |                         |                     |                                       |                   |
| 7 | In God We Trust         | Joe Russo           | Abraham Higginbotham                  | 14 grudnia 2003   |
| Barry Zuckerkorn negocjuje zwolnienie George'a na czas udziału w pokazie żywych obrazów. Michael kwestionuje jego kompetencje i zatrudnia nowego prawnika. Rodzeństwo oskarża matkę o manipulowanie. George Michael próbuje zaimponować kuzynce umięśnionym kostiumem, a Tobias zmaga się z rzadką fobią.                                                  |                         |                     |                                       |                   |
| 8 | My Mother, the Car      | Jay Chandrasekhar   | Jay Martin                            | 21 grudnia 2003   |
| W wyniku wypadku samochodowego Michael traci pamięć, co wykorzystuje jego matka, aby skłócić nieufnych wobec niej braci. Lindsay walczy o uwagę współwięźniów z aresztu ojca. Gob wprowadza się na rodzinny jacht. George Michael zaprasza Maeby na film o kazirodczym związku kuzynów. Buster umawia się z Lucille Austero.                               |                         |                     |                                       |                   |
| 9 | Storming the Castle     | Greg Mottola        | Brad Copeland                         | 4 stycznia 2004   |
| Michael dostaje pogróżki od rywala swojego brata-iluzjonisty, decyduje nie sabotować związku Goba i Marty. Tobias próbuje nadążyć za nowymi zainteresowaniami córki. Buster wpada w konflikt z matką przez swój związek z Lucille Austero. |                         |                     |                                       |                   |
| 10 | Pier Pressure           | Joe Russo           | Mitchell Hurwitz i Jim Vallely        | 11 stycznia 2004  |
| Buster prosi bratanka o pomoc w zdobyciu medycznej marihuany dla Lucille. George Michael przekazuje prośbę do Goba, który informuje o tym Michaela. Nieświadomy prośby Bustera, postanawia zniechęcić syna do korzystania z narkotyków. Maeby dostaje szlaban od matki i spędza dzień z babcią.                                                            |                         |                     |                                       |                   |
| 11 | Public Relations        | Lee Shallat-Chemel  | Courtney Lilly                        | 25 stycznia 2004  |
| Michael zatrudnia publicystką do walki z negatwnym wizerunkiem medialnym rodziny. Lindsay podejmuje pracę, a George przyjmuje judaizm. Tobias próbuje odzyskać prawo wykonywania zawodu lekarza. |                         |                     |                                       |                   |
| 12 | Marta Complex           | Joe Russo           | John Levenstein i Jim Vallely         | 8 lutego 2004     |
| Michael podejrzewa niewierność Marty wobec Goba, jednocześnie walcząc z własnymi uczuciami do niej. Tobias uczy się aktorstwa od Carla Weathersa i świętuje rocznicę ślubu z Lindsay. Buster wyprowadza się od matki. |                         |                     |                                       |                   |
| 13 | Beef Consommé           | Jay Chandrasekhar   | Chuck Martin i Richard Rosenstock     | 15 lutego 2004    |
| Michael i Marta zbliżają się, Gob podejrzewa niewierność partnerki. George ma wziąć udział w pierwszym przesłuchaniu przed sądem. George Michael dowiaduje się nowych szczegółów o pokrewieństwu z Maeby. Tobias walczy ze swoją fobią. |                         |                     |                                       |                   |
| 14 | Shock and Aww           | Joe Russo           | Chuck Martin i Jim Vallely            | 7 marca 2004      |
| Michael poznaje atrakcyjną nauczycielkę George'a Michaela. Lindsay pomaga bratankowi pogodzić się ze stratą matki. Lucille adoptuje syna w miejsce Bustera, a George poznaje w areszcie sympatyczkę i wyznawczynię jego nauk. |                         |                     |                                       |                   |
| 15 | Staff Infection         | John Fortenberry    | Brad Copeland                         | 14 marca 2004     |
| Firma nie ma środków, aby opłacić pensje pracowników. George Michael próbuje nawiązać kontakt z ojcem. Michael redukuje koszty zmieniając plan budowanego osiedla. |                         |                     |                                       |                   |
| 16 | Altar Egos              | Jay Chandrasekhar   | Barbie Adler                          | 17 marca 2004     |
| Rodzina decyduje ubiegać się o ugodę. Michael, za namową Goba i pod przybraną tożsamością, poznaje prawniczkę. Gob, w wyniku wyzwania, żeni się z nowopoznaną kobietą. Maeby przekupuje kuzyna, aby odrabiał za nią prace domowe. |                         |                     |                                       |                   |
| 17 | Justice is Blind        | Jay Chandrasekhar   | Abraham Higginbotham                  | 21 marca 2004     |
| Prawniczka poznana przez Michaela okazuje się niewidomą prokuratorką w sprawie przeciwko jego firmie. Tobias kradnie dowody z jej domu. George Michael demaskuje oszustwo kuzynki. Lindsay walczy o laicyzację wymiaru sprawiedliwości. |                         |                     |                                       |                   |
| 18 | Missing Kitty           | Joe Russo           | Mitchell Hurwitz i John Levenstein    | 28 marca 2004     |
| Gob przygotowuje pokaz magiczny z udziałem jachtu. Kitty szantażuje Michaela. Tobias przejmuje władzę w gangu więziennym, walczy o szacunek George'a. |                         |                     |                                       |                   |
| 19 | Best Man for the Gob    | Lee Shallat-Chemel  | Mitchell Hurwitz i Richard Rosenstock | 4 kwietnia 2004   |
| George nieskutecznie namawia Michaela do zrzucenia odpowiedzialności za przestępstwa finansowe na księgowego. Postanawia zaszantażować go podczas wieczoru kawalerskiego Goba. Jego żona prosi o unieważnienie niechcianego małżeństwa. |                         |                     |                                       |                   |
| 20 | Whistler's Mother       | Paul Feig           | John Levenstein i Jim Vallely         | 11 kwietnia 2004  |
| Michael jest oblegany prośbami o środki firmowe. Na prośbę ojca kupuje od jego brata bliźniaka sad cytrusowy, który okazuje się bezwartościowy. Lindsay podejmuje aktywizm antywojenny. |                         |                     |                                       |                   |
| 21 | Not Without My Daughter | Lee Shallat-Chemel  | Mitchell Hurwitz i Richard Rosenstock | 25 kwietnia 2004  |
| Michael zabiera Maeby do biura. Tobias dostaje pracę ochroniarza w centrum handlowym, które Lindsay, Gob i George Michael próbują okraść. Oscar zbliża się do szwagierki. |                         |                     |                                       |                   |
| 22 | Let 'Em Eat Cake        | Paul Feig           | Mitchell Hurwitz i Jim Vallely        | 6 czerwca 2004    |
| George dostaje ataku serca podczas przesłuchania. Książka Tobiasa odnosi sukces sprzedażowy. Buster rywalizuje z adoptowanym bratem o zainteresowanie matki i względy kobiet. |                         |                     |                                       |                   |

| Nr | Tytuł                            | Reżyseria          | Scenariusz                            | Premiera (Fox)    |
| -- | -------------------------------- | ------------------ | ------------------------------------- | ----------------- |
| 1  | The One Where Michael Leaves     | Lee Shallat-Chemel | Mitchell Hurwitz i Richard Rosenstock | 7 listopada 2004  |
| 2  | The One Where They Build a House | Patty Jenkins      | Mitchell Hurwtizm i Jim Vallely       | 14 listopada 2004 |
| 3  | The One Where They Build a House | Lee Shallat-Chemel | Brad Copeland                         | 21 listopada 2004 |
| 4  | Good Grief                       | Jeff Melman        | John Levenstein                       | 5 grudnia 2004    |
| 5  | Sad Sack                         | Peter Laure        | Barbie Adler                          | 12 grudnia 2004   |
| 6  | Afternoon Delight                | Jason Bateman      | Abraham Higginbotham i Chuck Martin   | 19 grudnia 2004   |
| 7  | Switch Hitter                    | Paul Feig          | Barbie Adler                          | 16 stycznia 2005  |
| 8  | Queen for a Day                  | Andrew Fleming     | Brad Copeland                         | 23 stycznia 2005  |
| 9  | Burning Love                     | Paul Feig          | Chuck Martin i Lisa Parsons           | 30 stycznia 2005  |
| 10 | Ready, Aim, Marry Me             | Paul Feig          | Mitchell Hurwitz i Jim Vallely        | 13 lutego 2005    |
| 11 | Out on a Limb                    | Danny Leiner       | Chuck Martin i Jim Vallely            | 6 marca 2005      |
| 12 | Hand to God                      | Joe Russo          | Mitchell Hurwitz i Chuck Martin       | 6 marca 2005      |
| 13 | Motherboy XXX                    | Joe Russo          | Mitchell Hurwitz i Jim Vallely        | 13 marca 2005     |
| 14 | The Immaculate Election          | Anthony Russo      | Barbie Adler i Abraham Higginbotham   | 20 marca 2005     |
| 15 | Sword of Destiny                 | Peter Lauer        | Brad Copeland                         | 27 marca 2005     |
| 16 | Meat the Veals                   | Joe Russo          | Barbie Adler i Richard Rosenstock     | 3 kwietnia 2005   |
| 17 | Spring Breakout                  | Anthony Russo      | Barbie Adler i Abaraham Higginbotham  | 10 kwietnia 2005  |
| 18 | Righteous Brothers               | Chuck Martin       | Mitchell Hurwitz i Jim Vallely        | 17 kwietnia 2005  |

| Nr | Tytuł                 | Reżyseria        | Scenariusz                                                | Premiera (Fox)      |
| -- | --------------------- | ---------------- | --------------------------------------------------------- | ------------------- |
| 1  | The Cabin Show        | Paul Feig        | Mitchell Hurwitz i Jim Vallely                            | 19 września 2005    |
| 2  | For British Eyes Only | John Fortenberry | Mitchell Hurwitz i Richard Day                            | 26 września 2005    |
| 3  | Forget-Me-Now         | John Amodeo      | Tom Saunders                                              | 3 października 2005 |
| 4  | Notapusy              | Lev L. Spiro     | Ron Weiner                                                | 7 listopada 2005    |
| 5  | Mr. F                 | Arlene Sanford   | Richard Day i Jim Vallely                                 | 7 listopada 2005    |
| 6  | The Ocean Walker      | Paul Feig        | Jake Farrow i Sam Laybourne                               | 5 grudnia 2005      |
| 7  | Prison Break-In       | Robert Berlinger | Karey Dornetto                                            | 12 grudnia 2005     |
| 8  | Making a Stand        | Peter Lauer      | Mitchell Hurwitz i Chuck Tatham                           | 19 grudnia 2005     |
| 9  | S.O.B.s               | Robert Berlinger | Richard Day i Jim Vallely                                 | 2 stycznia 2006     |
| 10 | Fakin' It             | Lev L. Spiro     | Dean Lorey i Chuck Tatham                                 | 10 lutego 2006      |
| 11 | Family Ties           | Robert Berlinger | Ron Weiner                                                | 10 lutego 2006      |
| 12 | Exit Strategy         | Rebecca E. Asher | Mitchell Hurwitzm i Jim Vallely                           | 10 lutego 2006      |
| 13 | Development Arrested  | John Fortenberry | Richard Day, Mitchell Hurwitz, Chuck Tatham i Jim Vallely | 10 lutego 2006      |

| Nr | Tytuł                    | Reżyseria                      | Scenariusz                             | Premiera (Netflix) |
| -- | ------------------------ | ------------------------------ | -------------------------------------- | ------------------ |
| 1  | Flight of the Phoenix    | Mitchell Hurwitz i Troy Miller | Mitchell Hurwitz                       | 26 maja 2013       |
| 2  | Borderline Personalities | Mitchell Hurwitz i Troy Miller | Jim Vallely i Richard Rosenstock       | 26 maja 2013       |
| 3  | Indian Takers            | Mitchell Hurwitz i Troy Miller | Caroline Williams i Dean Lorey         | 26 maja 2013       |
| 4  | The B. Team              | Mitchell Hurwitz i Troy Miller | Mitchell Hurwitz i Jim Vallely         | 26 maja 2013       |
| 5  | A New Start              | Mitchell Hurwitz i Troy Miller | Dean Lorey i Jim Vallely               | 26 maja 2013       |
| 6  | Double Crossers          | Mitchell Hurwitz i Troy Miller | Dean Lorey i Richard Rosenstock        | 26 maja 2013       |
| 7  | Colony Collapse          | Mitchell Hurwitz i Troy Miller | Mitchell Hurwitz i Jim Vallely         | 26 maja 2013       |
| 8  | Red Hairing              | Mitchell Hurwitz i Troy Miller | Caroline Williams i Richard Rosenstock | 26 maja 2013       |
| 9  | Smashed                  | Mitchell Hurwitz i Troy Miller | Dean Lorey i Richard Rosenstock        | 26 maja 2013       |
| 10 | Queen B.                 | Mitchell Hurwitz i Troy Miller | Dean Lorey i Richard Rosenstock        | 26 maja 2013       |
| 11 | A New Attitude           | Mitchell Hurwitz i Troy Miller | Mitchell Hurwitz i Jim Vallely         | 26 maja 2013       |
| 12 | Señoritis                | Mitchell Hurwitz i Troy Miller | Jim Brandon i Brian Singleton          | 26 maja 2013       |
| 13 | It Gets Better           | Mitchell Hurwitz i Troy Miller | Dean Lorey i Richard Rosenstock        | 26 maja 2013       |
| 14 | Off the Hook             | Mitchell Hurwitz i Troy Miller | Mitchell Hurwitz i Jim Vallely         | 26 maja 2013       |
| 15 | Blockheads               | Mitchell Hurwitz i Troy Miller | Mitchell Hurwitz i Jim Vallely         | 26 maja 2013       |

| Nr | Tytuł                      | Reżyseria   | Scenariusz                     | Premiera (Netflix) |
| -- | -------------------------- | ----------- | ------------------------------ | ------------------ |
| 1  | Family Leave               | Troy Miller | Mitchell Hurwitz i Jim Vallely | 29 maja 2018       |
| 2  | Self-Deportation           | Troy Miller | Richard Day                    | 29 maja 2018       |
| 3  | Everyone Gets Atrophy      | Troy Miller | Mitchell Hurwitz               | 29 maja 2018       |
| 4  | An Old Start               | Troy Miller | Jim Vallely                    | 29 maja 2018       |
| 5  | Sinking Feelings           | Troy Miller | Jim Vallely i Mitchell Hurwitz | 29 maja 2018       |
| 6  | Emotional Baggage          | Troy Miller | Evan Mann i Gareth Reynolds    | 29 maja 2018       |
| 7  | Rom-Traum                  | Troy Miller | Maggie Rowe                    | 29 maja 2018       |
| 8  | Premature Independence     | Troy Miller | Mitchell Hurwitz i Jim Vallely | 29 maja 2018       |
| 9  | Unexpected Company         | Troy Miller | Hallie Cantor                  | 15 marca 2019      |
| 10 | Taste Makers               | Troy Miller | Mitchell Hurwitz               | 15 marca 2019      |
| 11 | Chain Migration            | Troy Miller | Richard Day                    | 15 marca 2019      |
| 12 | Check Mates                | Troy Miller | Evan Mann i Gareth Reynolds    | 15 marca 2019      |
| 13 | The Untethered Sole        | Troy Miller | Chris Marrs                    | 15 marca 2019      |
| 14 | Saving for Arraignment Day | Troy Miller | Hallie Cantor                  | 15 marca 2019      |
| 15 | Courting Disasters         | Troy Miller | Mitchell Hurwitz i Jim Vallely | 15 marca 2019      |
| 16 | The Fallout                | Troy Miller | Mitchell Hurwitz               | 15 marca 2019      |

## Fateful Consequences
Fabuła sezonu czwartego w pierwotnym wydaniu opowiedziana była w sposób polichroniczny. Każdy z 15 oryginalnych odcinków obejmował ten sam zakres wydarzeń, jednak przedstawiony z perspektywy innego bohatera. Przed premierą piątego sezonu, twórca serialu Mitchell Hurwitz napisał i zlecił zmontowanie alternatywnej wersji serii czwartej, w której te same wydarzenia przedstawione zostaną w sposób chronologiczny. Powstałe w ten sposób 22 nowe odcinki oparte zostały zarówno na ujęciach z oryginalnego sezonu czwartego, jak i scenach niewykorzystanych wcześniej. Narrator Ron Howard nagrał nową ścieżkę lektorską do zmienionego scenariusza. Sezon opublikowany został na platformie streamingowej 4 maja 2018 roku pod tytułem Arrested Development: Fateful Consequences i miał na celu przypomnieć widzom wydarzenia, których bezpośrednią kontynuacją jest część piąta serialu.
| Nr | Tytuł                      | Reżyseria                      | Scenariusz | Premiera (Netflix) |
| -- | -------------------------- | ------------------------------ | --- | ------------------ |
| 1  | Re Cap'n Bluth             | Mitchell Hurwitz i Troy Miller | Mitchell Hurwitz, Dean Lorey, Richard Rosenstock, Jim Vallely i Caroline Williams                               | 4 maja 2018        |
| 2  | Three Half Men             | Troy Miller i Mitchell Hurwitz | Mitchell Hurwitz, Richard Rosenstock i Jim Vallely                                                              | 4 maja 2018        |
| 3  | A Couple-A New Starts      | Mitchell Hurwitz i Troy Miller | Mitchell Hurwitz, Dean Lorey, Jim Vallely i Caroline Williams                                                   | 4 maja 2018        |
| 4  | Just Deserters             | Troy Miller i Mitchell Hurwitz | Mitchell Hurwitz, Dean Lorey, Richard Rosenstock i Jim Vallely                                                  | 4 maja 2018        |
| 5  | A Trial Run                | Mitchell Hurwitz i Troy Miller | Mitchell Hurwitz, Dean Lorey, Richard Rosenstock, Jim Vallely i Caroline Williams                               | 4 maja 2018        |
| 6  | The Parent Traps           | Troy Miller i Mitchell Hurwitz | Mitchell Hurwitz, Dean Lorey, Richard Rosenstock i Jim Vallely                                                  | 4 maja 2018        |
| 7  | One Degree of Separation   | Mitchell Hurwitz i Troy Miller | Jim Brandon, Dean Lorey, Richard Rosenstock, Brian Singleton, Jim Vallely i Caroline Williams                   | 4 maja 2018        |
| 8  | The Weak Become the Strong | Troy Miller i Mitchell Hurwitz | Jim Brandon, Mitchell Hurwitz, Richard Rosenstock, Brian Singleton, Jim Vallely i Caroline Williams             | 4 maja 2018        |
| 9  | Modern Marvels             | Mitchell Hurwitz i Troy Miller | Mitchell Hurwitz, Dean Lorey, Jim Vallely i Caroline Williams                                                   | 4 maja 2018        |
| 10 | Recurring Dreams           | Troy Miller i Mitchell Hurwitz | Jim Brandon, Mitchell Hurwitz, Dean Lorey, Richard Rosenstock, Brian Singleton i Jim Vallely                    | 4 maja 2018        |
| 11 | Fun Night                  | Mitchell Hurwitz i Troy Miller | Jim Brandon, Mitchell Hurwitz, Dean Lorey, Richard Rosenstock, Brian Singleton, Jim Vallely i Caroline Williams | 4 maja 2018        |
| 12 | Get On Up                  | Mitchell Hurwitz i Troy Miller | Mitchell Hurwitz, Dean Lorey, Richard Rosenstock, Jim Vallely i Caroline Williams                               | 4 maja 2018        |
| 13 | What Goes Around           | Troy Miller i Mitchell Hurwitz | Mitchell Hurwitz, Dean Lorey, Richard Rosenstock i Jim Vallely                                                  | 4 maja 2018        |
| 14 | What Goes Around           | Mitchell Hurwitz i Troy Miller | Jim Brandon, Mitchell Hurwitz, Dean Lorey, Richard Rosenstock, Brian Singleton, Jim Vallely i Caroline Williams | 4 maja 2018        |
| 15 | Locked and Loaded          | Troy Miller i Mitchell Hurwitz | Jim Brandon, Mitchell Hurwitz, Dean Lorey, Richard Rosenstock, Brian Singleton i Caroline Williams              | 4 maja 2018        |
| 16 | Mixed Messages             | Troy Miller i Mitchell Hurwitz | Mitchell Hurwitz, Dean Lorey, Richard Rosenstock i Jim Vallely                                                  | 4 maja 2018        |
| 17 | Dire Straights             | Mitchell Hurwitz i Troy Miller | Jim Brandon, Mitchell Hurwitz, Dean Lorey, Richard Rosenstock, Brian Singleton i Caroline Williams              | 4 maja 2018        |
| 18 | Turning on Each Other      | Troy Miller i Mitchell Hurwitz | Mitchell Hurwitz, Dean Lorey, Richard Rosenstock, Jim Vallely i Caroline Williams                               | 4 maja 2018        |
| 19 | Fast Company               | Mitchell Hurwitz i Troy Miller | Jim Brandon, Mitchell Hurwitz, Dean Lorey, Richard Rosenstock i Brian Singleton                                 | 4 maja 2018        |
| 20 | Cinco de Cuatro I          | Troy Miller i Mitchell Hurwitz | Jim Brandon, Mitchell Hurwitz, Dean Lorey, Richard Rosenstock, Brian Singleton, Jim Vallely i Caroline Williams | 4 maja 2018        |
| 21 | Cinco de Cuatro II         | Mitchell Hurwitz i Troy Miller | Mitchell Hurwitz, Dean Lorey, Richard Rosenstock i Jim Vallely                                                  | 4 maja 2018        |
| 22 | Cinco de Cuatro III        | Troy Miller i Mitchell Hurwitz | Mitchell Hurwitz, Dean Lorey, Richard Rosenstock, Jim Vallely i Caroline Williams                               | 4 maja 2018        |

## Nagrody

### Złote Globy
2005
- Złoty Glob – Najlepszy aktor w serialu komediowym lub musicalu Jason Bateman

### Emmy
2005
- Emmy – Najlepszy scenariusz serialu komediowego James Vallely, Mitchell Hurwitz – za odcinek „The Righteous Brothers”

2004
- Emmy – Najlepszy serial komediowy
- Emmy – Najlepsza reżyseria serialu komediowego Anthony Russo, Joe Russo – za odcinek pilotażowy
- Emmy – Najlepszy dobór obsady serialu komediowego
- Emmy – Najlepszy montaż serialu komediowego kręconego przy użyciu jednej kamery Lee Haxall – za odcinek pilotażowy
- Emmy – Najlepszy scenariusz serialu komediowego Mitchell Hurwitz – za odcinek pilotażowy

### Satelity
2005
- Satelita – Najlepszy aktor w serialu komediowym lub musicalu Jason Bateman

2005
- Złoty Satelita – Najlepsza aktorka w serialu komediowym lub musicalu Portia de Rossi
- Złoty Satelita – Najlepszy aktor w serialu komediowym lub musicalu Jason Bateman

2004
- Złoty Satelita – Najlepsza aktorka drugoplanowa w serialu komediowym lub musicalu Jessica Walter
- Złoty Satelita – Najlepszy aktor drugoplanowy w serialu komediowym lub musicalu Jeffrey Tambor
- Złoty Satelita – Najlepszy serial komediowy lub musical

### Amerykańska Gildia Scenarzystów
2013
- Lista 101 najlepiej napisanych seriali wszech czasów – 16. miejsce

### Amerykańska Gildia Scenografów
2004
- ADG – Najlepsza scenografia w odcinku serialu kręconego przy użyciu wielu kamer Dawn Snyder, Elizabeth Lapp, Luke Freeborn

### Amerykańskie Stowarzyszenie Montażystów
2006
- Eddie – Najlepszy montaż półgodzinnego serialu telewizyjnego Stuart Bass – za odcinek „The Ocean Walker”[14]